# 突翅螳科
突翅螳科（学名：Dactylopterygidae）为螳螂目的一个科。

## 下级分类
本科包括以下属：
- 突翅螳属 Dactylopteryx Karsch, 1892
- 小渡灵螳属 Theopompella Giglio-Tos, 1917
- 邹氏螳属 Zouza Rehn, 1911